# Birsky (huyện)
Huyện Birsky (tiếng Nga: Би́рский райо́н, tiếng Bashkir: Бөрө районы) là một huyện hành chính tự quản (raion), của Bashkortostan, Nga. Huyện có diện tích 1753 kilômét vuông. Trung tâm của huyện đóng ở Birsk.